# Климовка (Правдинский район)
Климовка — посёлок в Правдинском муниципальном округе Калининградской области.

## География
Находится в юго-западной части Калининградской области, в зоне хвойно-широколиственных лесов, при автодороге 27А-030, на расстоянии примерно 8 километров (по прямой) к юго-западу от города Правдинска, административного центра района. Абсолютная высота — 46 метров над уровнем моря.

### Климат
Климат характеризуется как переходный от морского к умеренно континентальному. Среднегодовая температура воздуха — +3,4 °C. Средняя температура воздуха самого холодного месяца (января) — −2,9 °C; самого тёплого месяца (июля) — +19,3 °C. Годовое количество атмосферных осадков — 550…650 мм, из которых большая часть выпадает в период с апреля по октябрь. В целом за год отмечается около 230 дней с осадками. Устойчивый снежный покров держится в среднем в течение 70 дней.

### Часовой пояс
Посёлок Климовка как и вся Калининградская область, находится в часовой зоне МСК−1. Смещение применяемого времени относительно UTC составляет +2:00.

## История
До 1947 года носил название Викен (нем. Wicken). В период с 2006 по 2015 годы Климовка входила в состав Домновского сельского поселения Правдинского района, с 2015 по 2021 годы — в состав Правдинского городского округа.

## Население
| 2002 | 2010 |
| ---- | ---- |
| 55   | ↘41  |

### Национальный состав
Согласно результатам переписи 2002 года, в национальной структуре населения русские составляли 49 %, белорусы — 49 %.